# رمانتیسم

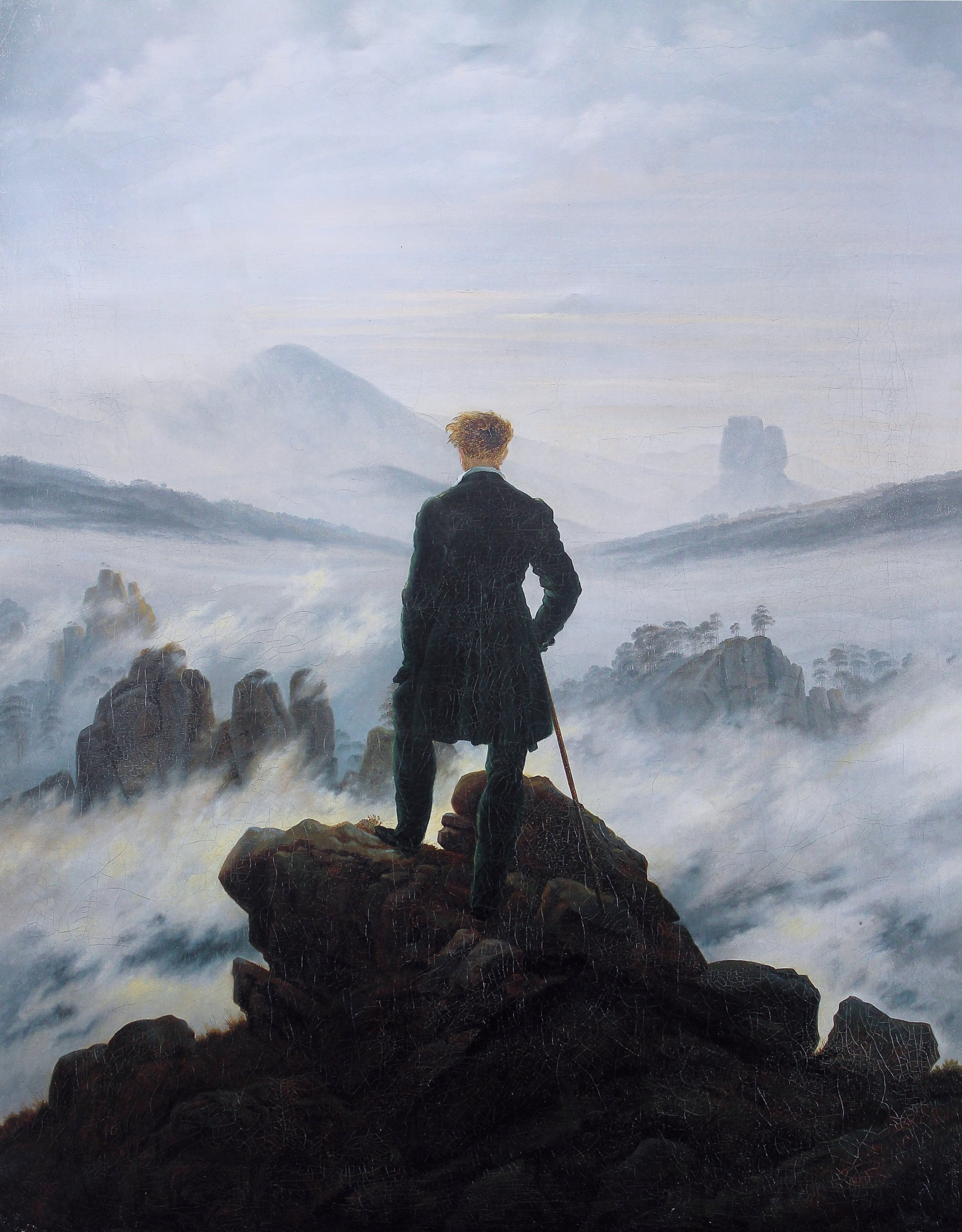
مهاجر بر فراز دریایی از مه، اثر کاسپار داوید فریدریش.

رُمانتیک‌گرایی یا رُمانتیسم (به فرانسوی: Romantisme) یا رمانتی‌سیسم یا رمانتی‌سیزم (به انگلیسی: Romanticism) واکنشی به عقل‌گرایی و جنبشی هنری، ادبی و فکری در پایان سده هجدهم در اروپا بود که در سال‌های ۱۸۰۰ تا ۱۸۵۰ به اوج خود رسید. مشخصه اصلی رمانتیسم، تأکید بر احساس و فردگرایی و ستایش گذشته و طبیعت بود. شکل‌گیری این جنبش تا حد زیادی واکنش به انقلاب صنعتی، هنجارهای اجتماعی و سیاسی آریستوکراتیک در عصر روشنگری و توجیه عقلانی طبیعت بر اساس علم بود، که در واقع همگی عناصر مدرنیته هستند. این جنبش بیش از همه در قالب هنرهای تجسمی، موسیقی و ادبیات جلوه‌گر شد اما بر تاریخ‌نگاری، آموزش، شطرنج، علوم اجتماعی و علوم طبیعی نیز تأثیر مهمی گذاشت. تأثیر چشمگیر و پیچیده رمانتیسم بر سیاست نیز انکارنشدنی است کمااینکه متفکران رمانتیک بر لیبرالیسم، رادیکالیسم، محافظه‌کاری و ملی‌گرایی و نازیسم اثر مهمی گذاشتند.
جنبش رمانتیسم، احساسات شدید را منبعی اصیل برای تجربه زیبایی‌شناسانه می‌دانست و بر احساساتی از قبیل ترس، وحشت و حیرت تمرکز داشت، به‌خصوص در مواجهه با زیبایی متعالی و زیبایی طبیعت. رمانتیسم، هنر فولکلور و عرف باستان را به جایگاهی والا و اصیل بالا کشید و خودانگیختگی را نیز خصوصیتی مطلوب معرفی کرد. برخلاف خردگرایی و کلاسیسیسم در عصر روشنگری، رمانتیسم گرایش به قرون وسطی و عناصر هنری و روایی منتسب به آن دوره را احیا کرد تا راهی برای فرار از رشد جمعیت، گسترش بی‌رویه شهر و پیامدهای انقلاب صنعتی فراهم کند.
هرچند جنبش رمانتیسم در جنبش طوفان و طغیان آلمان ریشه داشت که شهود و احساس را به خردگرایی عصر روشنگری ترجیح می‌داد، اما رخدادها و ایدئولوژی‌های انقلاب فرانسه نیز جزو عوامل اثرگذار در شکل‌گیری این جنبش بودند و بسیاری از پیشگامان رمانتیک، چهره‌های انقلابی و سمپات با انقلاب فرانسه بودند. رمانتیسم ارزش والایی به دستاوردهای «قهرمانانه» افراد و هنرمندان می‌داد و این دستاوردها را مایه ارتقای کیفیت جامعه می‌دید. رمانتیسم همچنین تخیل فردی را مرجعی انتقادی می‌دانست که از مفاهیم کلاسیک قالب هنر رها می‌شود و فراتر می‌رود. در نیمه دوم سده نوزدهم، رئالیسم به عنوان قطب مخالف رمانتیسم مطرح شد. افول رمانتیسم طی این دوره، همراه با تغییرات اجتماعی و سیاسی مهمی بود.
رمانتی‌سیسم را جنبشی ضد روشنگری می‌دانند. برلین، به‌خصوص، علاقه‌مند به استفاده از چنین لفظی برای اشاره به این جنبش بود. درحالی‌که روشنگری نهضتی فکری به‌حساب می‌آمد که با علم و منطق و پیشرفت‌های نظام‌های عقلانی بشری در فهم علوم تجربی و انسانی گره خورده بود، متفکران و هنرمندان رمانتیک، تأکید فرهنگی بر خرد را محدودکننده و سرکوبگر روح آدمی می‌دانستند و بر مؤلفه‌هایی چون هنر، شور، هیجان، تخیل، مضامین معنوی، مناسک و نمادها تأکید می‌کردند. در میان اصحاب رمانتیک، امر خاص ارزشمندتر از امر عام بود و خاص بودن فرهنگ‌های بومی، تنوع و تکثر زبان‌های بشری، هویت‌های محلی و منحصربه‌فرد بودن آدمیان ستایش می‌شد.

## واژه‌شناسی
ابتدا صفت «رمانتیک» بود که کم‌کم در سده هفدهم میلادی در بیشتر زبان‌های اروپایی بر سر زبان‌ها افتاد. این صفت که از کلمهٔ لاتینی رومانتیکوس (به لاتین: Romanticus) برگرفته شده بود به داستان‌هایی گفته می‌شد که به زبان‌های عامیانهٔ اروپا (و نه به زبان لاتین) نوشته شده باشند، در شیوهٔ نوشتار نو باشند و از قوانین کلاسیک پیروی نکنند. در آن زمان که ادبیات [و هنر] بر پایهٔ عقل‌گرایی استوار بود اثر رمانتیک چیزی بود «عجیب و غریب، هوس‌باز و دروغ‌پرداز». صد سال بعد، و ابتدا در انگلیسی و آلمانی، این واژه بار معنایی مثبت یافت و برای نشان دادن «زیبایی و دل‌انگیزی» یک اثر به کار رفت. کمی بعد در فرانسه به این مکتب نو که تازه داشت پا می‌گرفت نام رمانتی‌سیسم داده شد، برخی نیز به پیروی از استاندال از معادل ایتالیایی کلمه رمانتی‌سیسم استفاده کردند، اما هرگز توضیح بیشتری دربارهٔ آن ندادند. مادام دو استال اثری را رمانتیک می‌دانست که «به نحوی به داستان‌های شهسواری وابسته باشد». گوته آن را در برابر واژهٔ کلاسیک به کار می‌برد. از منظر او رمانتیک هر چیزی بود که بیمار است و کلاسیک در برابر آن سالم است. در اروپای سده هجدهم، رمانتی‌سیسم به گستره‌ای از آثار اشاره داشت که ویژگی‌های گوناگونی داشتند اما در نهایت همه بیانگر حالت روحی خاص آن دوره بودند.

## درباره
بحث اندیشه رمانتیک را بایستی در مقولاتی چون «قرارداد اجتماعی» و «نظریه اندام‌وار دولت» جستجو کرد که اولی در آثار افرادی چون روسو، هابز و لاک و دومی در نظریات اندیشمندانی چون هگل مشهود است.
این مکتب زاییدهٔ تمدن صنعتی و پیشرفت طبقه متوسط در سدهٔ نوزدهم می‌باشد. رمانتیک‌ها به رؤیا و اندیشه خود بیش از هر انگیزه طبیعی و غیرطبیعی اهمیت می‌دادند و آنچه می‌نوشتند جلوه‌هایی از جهان نا شناخته اندیشه و پندار بود.
خیال پردازان سده ۱۹ توده را آنگونه که بودند تصور نمی‌کردند بلکه آنگونه که می‌خواستند باشد تجسم می‌ساختند؛ بنابراین رمانتی‌سیسم در برابر واقع‌گرایی بود.
آن‌ها برعکس کلاسیسیست‌ها به خرد نمی‌پرداختند، بلکه به فرمان احساس و اندیشه گوش می‌دادند.
البته رمانتیک‌ها کاوش عقلی را یکسره بیهوده نمی‌دانستند، بلکه معتقد بودند که عقل فقط نمایندهٔ جزئی از استعدادهای انسان است؛ بنابراین اغلب آن‌ها برای درک تمامیت عالم به نگرش‌های زیبایی‌شناسی و شهودی روی می‌آوردند و اعتقادشان این بود که بینش عقلی از درک هستی ناتوان است.
ژان ژاک روسو از مهم‌ترین متفکران رمانتیک می‌گوید: «در نهایت، عقل راهی را در پیش می‌گیرد که قلب حکم می‌کند».
هنرمند رمانتیک توده را دشمن می‌داند و چون از زندگی در اجتماع خویش گریزان است به دامان خیال‌ها و اندیشه‌های خویش پناه می‌برد و به دوران‌های باستانی و سده‌های میانه و روزگار کودکی و سرزمین آرزوها و تنهایی بازمی‌گردد.
رمانتی‌سیسم فریاد خشم و اعتراض ضد بندگی انسان، کشاکش‌های سرمایه‌داری و برگرداندن به شهرهای کارگری و ضد صنعتگران سرمایه‌دار است.
بنیان رمانتی‌سیسم با ایدئالیسم (Idealism) نزدیکی دارد و هنرمند رمانتیک زندگی و اجتماع را زاییدهٔ اندیشه می‌داند و دگرگونی‌های توده را (بر خلاف واقع گرایان) وابسته به دگرگونی‌های اندیشه بشری می‌داند.

### رمانتی‌سیسم در موسیقی
ارنست هوفمان، بتهوون، شوپن، شوبرت، فلیکس مندلسون، روبرت شومان، فرانتس لیست، برامس، هکتور برلیوز، یوهان اشتراوس، آنتوان بروکنر، ریچارد واگنر و پیتر ایلیچ چایکوفسکی از برجسته‌ترین موسیقی‌دانان و آهنگ‌سازان رمانتیک محسوب می‌شوند.

### نقاشی و مجسمه‌سازی

سوم ماه می فرانسیسکو گویا

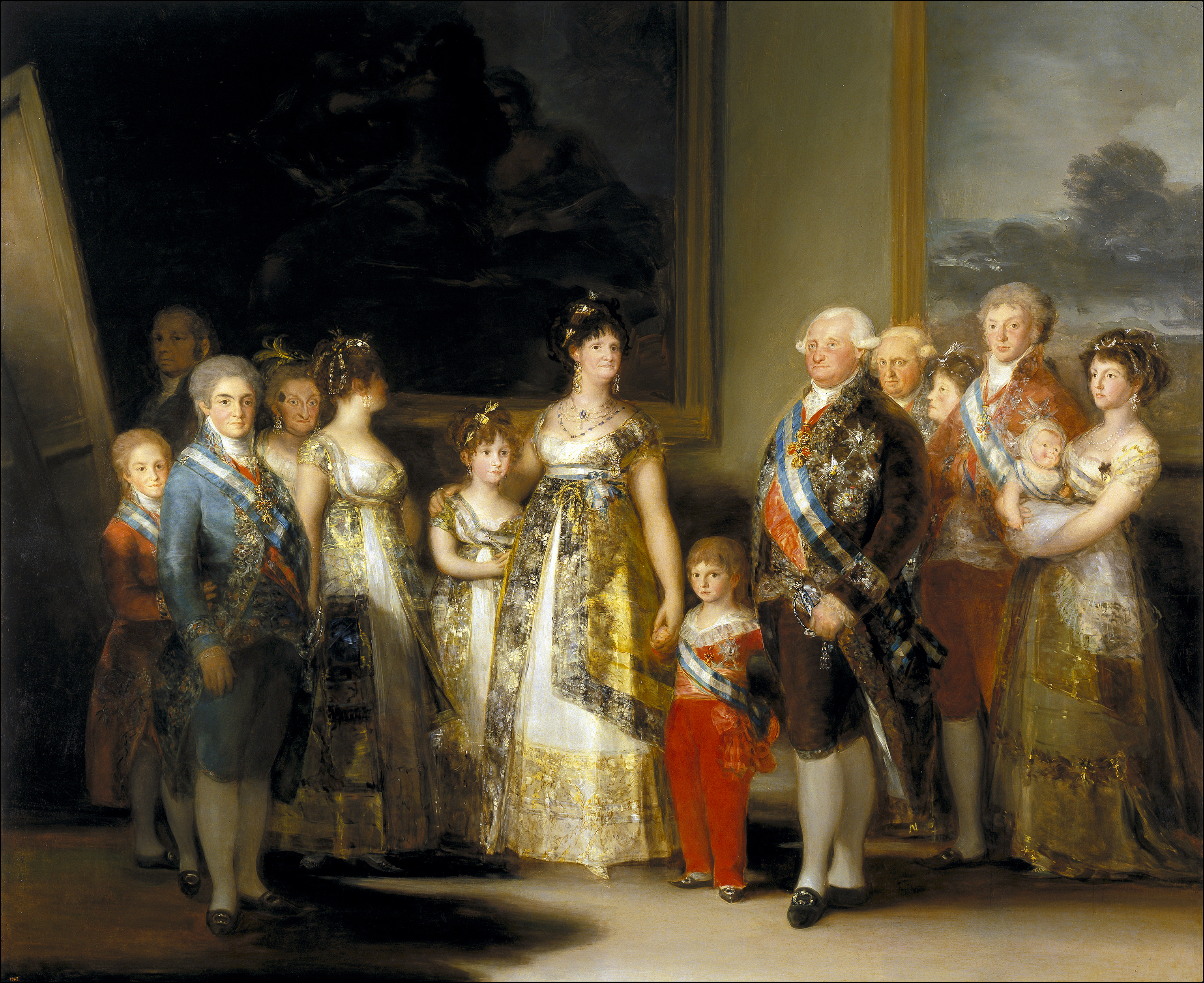
خانواده کارلوس چهارم، رنگ و روغن روی بوم، موزه پرادو مادرید، فرانسیسکو گویا

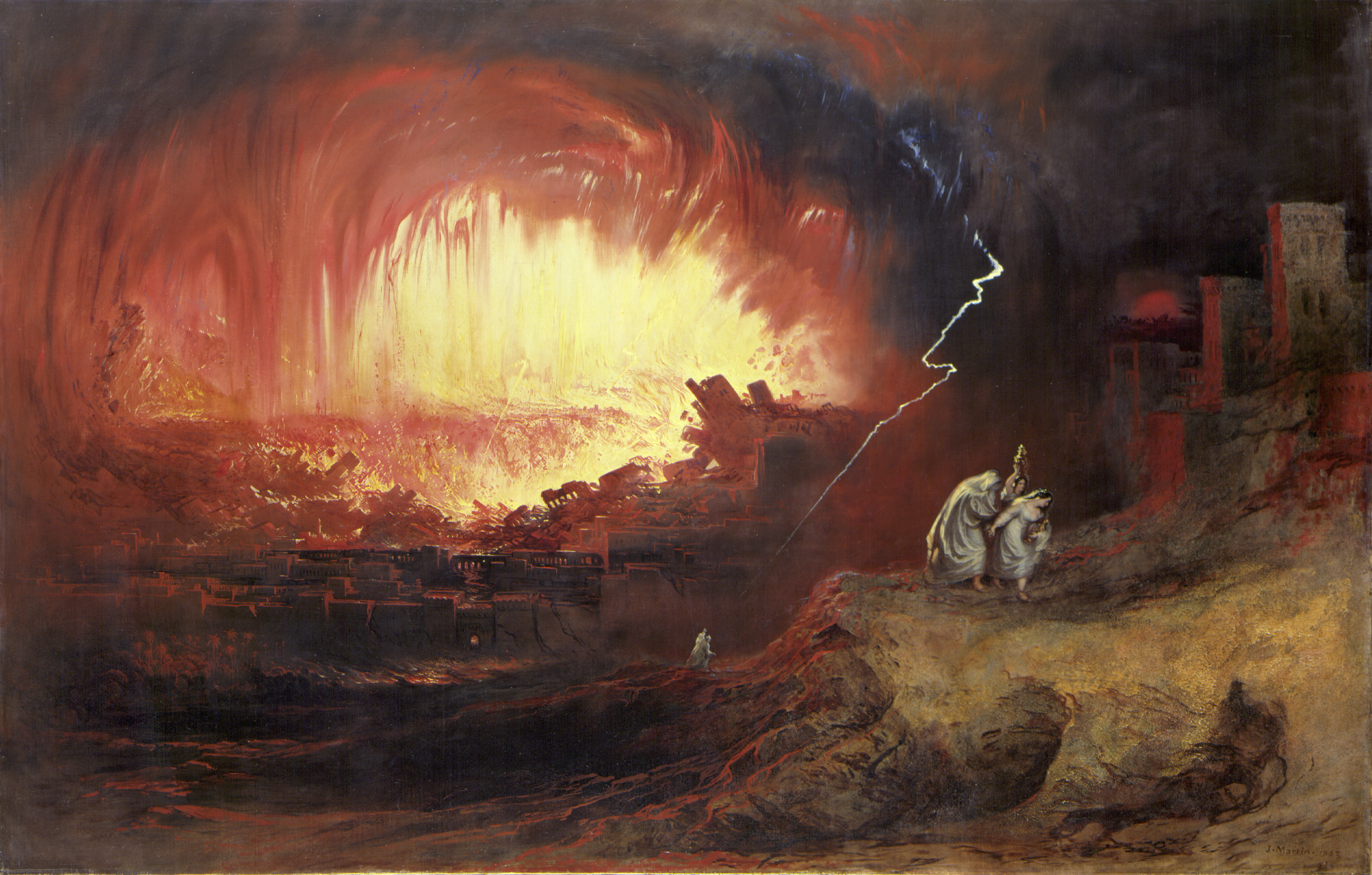
نابودی سدوم و گموراه، ۱۸۵۲، جان مارتین

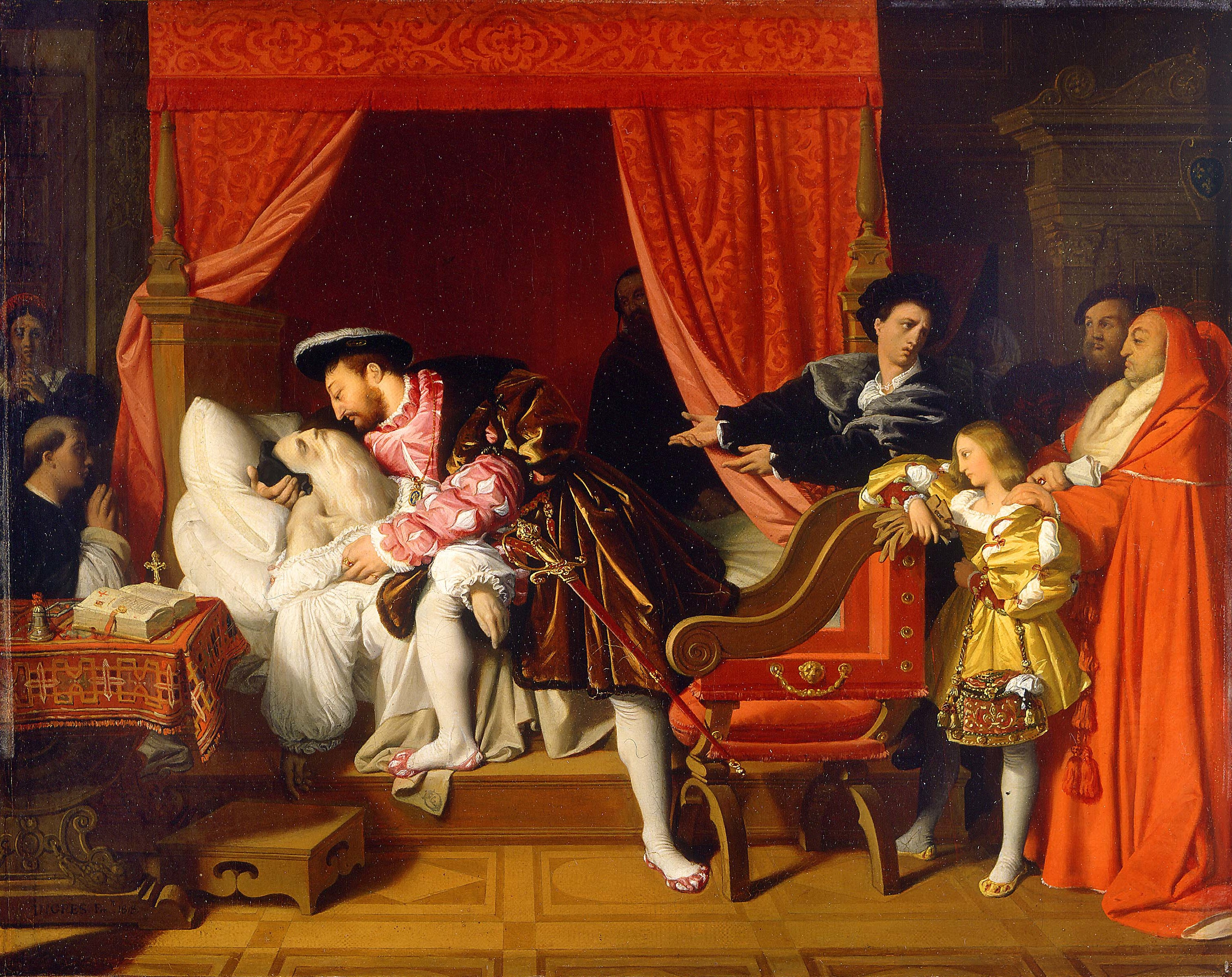
مرگ لئوناردو دا وینچی، ۱۸۱۸، ژان-اوگوست دومینینگ انگر

در زمینه هنرهای تجسمی، رمانتی‌سیسم با کنار نهادن خطوط خشک و مضمون‌های باستانی کلاسیسیسم، حرکتی نو در طرح و رنگ به‌وجود آورد. اوژن دولاکروا، کاسپار داوید فریدریش، تئودور ژریکو و گرو نمایندگان برجستهٔ این جنبش در نقاشی و داوید دانژه و باری در مجسمه‌سازی بودند.
فرانسیسکو گویا نابغه هنری عصر رمانتی‌سیسم در اسپانیا است. در آثار او نوعی حال و هوای شادی‌آور روکوکوی پسین را می‌بینیم. یکی از آثار او نقاشی کارلوس چهارم است که از نظر روان‌شناسی به طرزی شگفتی‌آور امروزی است.
بزرگ‌ترین اثر اوپرده سوم ماه می است. این پرده اعدام گروهی مبارزانی را نشان می‌دهد که علیه نیروهای فرانسوی برخاسته بودند. او به شیوه مخصوص رمانتیکی این پرده را به تصویر درآورده تا حقیقتی شاعرانه را بیان کند. گویا تصویری را آفرید که به نمادی هولناک در دنیای جدید مبدل شده است.
تئودور ژریکو خالق اثر مشهور کلک مدوسا با وجود عمر کوتاهش یکی از پیشگامان حرکت رمانتی‌سیسم است. این تابلو که در اندازه‌هایی بزرگتر از اندازمان نمایش اولیه توجه بسیاری را به خود جلب کرد و آثار آن را می‌توان در کارهای دیگر نقاشان این سبک همچون اوژن دولاکروا و ویلیام ترنر دید. تلاش این تابلو در نشان دادن یک حقیقت ناخوشایند، واقعه برجسته‌ای در سبک نوظهور رمانتیک در نقاشی فرانسه بود. تصویر اشخاص (مثلاً ساختار عضلانی دقیق شخصی که پرچمی را برای کشتی نجات تکان می‌دهد) کلاسیک هستند اما واقعی بودن حس ناامیدی در افراد و حالت احساسی کمپوزیسیون این اثر را از طبقه آثار کلاسیک خارج می‌کند.

## اصول رمانتی‌سیسم
1. اهمیت دادن به فردیت و احساس هنرمند. (شخصیت)
2. در این مکتب احساس به خاطر احساس و عاطفه به خاطر عاطفه اهمیت دارد. (هیجان و احساسات)
3. عدم تبعیت از قوانین ثابت و پیروی از امیال ذهنی. (گریز و سیاحت)
4. برتر شمردن عواطف انسانی و مسائل معنوی (رمانتی‌سیسم در نقاشی با عبارت برتری و غلبه احساس بر عقل توصیف می‌شود).
5. استفاده از هنر به عنوان وسیله‌ای برای تحریک احساسات.
6. نمایش فضاهای خیال‌انگیز و اسرارآمیز و حالت غیرعادی آشفته و گاه جنون‌آمیز انسان‌ها.
7. نمایش هیجان طوفان و طبیعتی سرکش شیوه‌ای پر از حرکت و رنگ را می‌طلبد.
8. آزادی؛ بدین معنی که هنرمند هر بخشی از زندگی را که خواست می‌تواند آزادانه به تصویر بکشد.
9. رمانتیک‌ها با نوعی حالت عارفانه به زندگی می‌نگرند (کشف و شهود).
10. کوشش برای فرار از واقعیت. (که افراط رمانتیک‌ها در این اصل باعث پیدایش جنبش واقع‌گرایی شد[۱۴])

### تاریخچه رمانتیسم

#### رمانتی‌سیسم انگلیسی

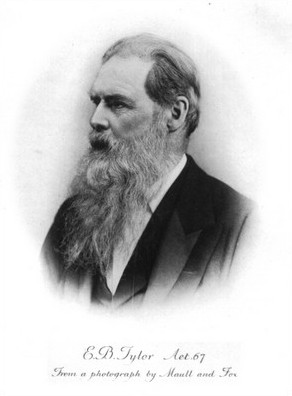
انسان‌شناس انگلیسی، ادوارد تایلور (۱۸۳۲–۱۹۱۷)

در سدهٔ نوزدهم انسان‌گرایانی مانند شاعر و مقاله‌نویس انگلیسی متیو آرنولد (به انگلیسی: Matthew Arnold) (۱۸۲۲–۱۸۸۸) واژهٔ فرهنگ را برای ارجاع به آرمان‌های پالایش‌شده برای افراد بشر که به بهترین نحو در جهان اندیشیده و گفته شده است به کار برد. این مفهوم از فرهنگ با مفهوم آلمانی بیلدونگ (به آلمانی: Bildung) قابل مقایسه است: «... فرهنگ جستجوی کمال مطلق از طریق ابزارهای فهم دربارهٔ همهٔ چیزهایی است که به انسان بستگی دارد؛ بهترین چیزی که در جهان اندیشیده و گفته شده است".
در عمل، فرهنگ به یک آرمان ممتاز و نخبه‌گرایانه بازمی‌گشت و با فعالیت‌هایی مانند هنر، موسیقی کلاسیک و آشپزی اشرافی همراه بود.
از آن‌جا که این اشکال فعالیت‌ها با زندگی شهری عجین شده بود، فرهنگ با تمدن (City از ریشهٔ لاتین Civitas) بازشناسی می‌شد. منظر دیگر جنبش رومانتیک دربردارندهٔ علاقه به فولکلور یا موسیقی محلی بود که به بازشناسی فرهنگ غیر نخبگان انجامید. این تمایز اغلب به عنوان چیزی تلقی می‌شد که فرهنگ عالی را که عمدتاً به گروه اجتماعی حاکم مربوط است از فرهنگ پست جدا می‌کند. به عبارت دیگر، ایدهٔ فرهنگ که در اروپای سدهٔ هیجدهم و اوایل سدهٔ نوزدهم توسعه یافت نابرابری‌هایی را در جوامع اروپایی منعکس می‌کند.
ماتیو آرنولد فرهنگ را در مقابل آنارشی یا هرج‌ومرج قرار می‌دهد. دیگر اروپاییان پیرو فیلسوفانی نظیر توماس هابز و ژان ژاک روسو فرهنگ را در مقابل وضعیت طبیعی قرار می‌دهند. هابز و روسو معتقدند که بومیان آمریکا که سرزمینشان به وسیله اروپاییان تسخیر شد، از سده‌های ۱۶ به بعد در وضعیت طبیعی به سر می‌بردند؛ این تضاد در مقایسهٔ «متمدن» و «غیرمتمدن» مطرح شده است. براساس این اندیشه ما می‌توانیم برخی کشورها و ملت‌ها را نسبت به دیگران به عنوان متمدن‌تر و برخی از مردم را فرهنگی‌تر تلقی کنیم. این تقابل به نظریهٔ داروینیسم اجتماعی هربرت اسپنسر و نظریهٔ تحول فرهنگی لوییس هنری مورگان انجامید. همچنان‌که برخی منتقدان بحث کرده‌اند که تمایز میان فرهنگ‌های عالی و پست ناشی از مجادله میان نخبگان و غیر نخبگان اروپایی است، برخی دیگر از آنان استدلال می‌کنند که تمایز میان متمدن و غیرمتمدن چیزی جز مجادله میان قدرت‌های استعماری اروپایی و مستعمراتشان نیست. دیگر منتقدان سدهٔ نوزدهم پیرو ژان ژاک روسو این تمایز را میان فرهنگ عالی و پست پذیرفته‌اند اما همچنین پالایش و پیچیدگی فرهنگ عالی را در نظر گرفته‌اند. آن‌ها این تغییرات را به عنوان توسعهٔ غیرطبیعی، ابهام‌آفرین و انحراف از وضعیت طبیعی مردم می‌دانند. این منتقدان موسیقی محلی (چنانچه توسط طبقهٔ کارگر ساخته شده باشد) را بیان راستین شکل طبیعی زندگی می‌شناسند، در حالی که موسیقی کلاسیک در مقایسه با طبیعت و زندگی خالص، سطحی و منحط به نظر می‌رسد. به همین سیاق، این دیدگاه، اغلب مردم متکی به فطرت را مردمی غیر اهلی تصویر می‌کند که به شکلی اصیل و غیر مصنوعی ساده و سالم زندگی می‌کنند و به وسیلهٔ سیستم سرمایه‌داری به‌شدت طبقاتی غرب دچار انحطاط نشده‌اند.
در سال ۱۸۷۰ ادوارد تایلور (۱۹۱۷–۱۸۳۲) این اندیشه‌های مبتنی بر فرهنگ عالی در برابر پست را برای طرح تئوری تحول مذهب به کار برد. براساس این تئوری، مذهب از شکل چندخدایی بهیکتاپرستی متحول می‌شود. او در ادامهٔ مطالعات خود فرهنگ را به عنوان مجموعهٔ گوناگونی از فعالیت‌های مشخص‌کنندهٔ انواع اجتماعات انسانی بازتعریف کرد. این دیدگاه راه را برای درک مدرن از فرهنگ هموار کرد.

#### رومانتیسم آلمانی
فیلسوف آلمانی ایمانوئل کانت (۱۸۰۴–۱۷۲۴) تعریفی فردگرایانه را از «روشنگری»، شبیه به مفهوم بیلدونگ ارائه داد: «روشنگری خروج انسان از نابالغی خودانگیخته است» او بحث کرد که این نابالغی از فقدان فهم و درک ما ناشی نمی‌شود، بلکه از نبود شوق اندیشیدن مستقل سرچشمه می‌گیرد. برخلاف این جبن فکری، کانت بر: شجاعت خردمند بودن (به آلمانی: Sapere aude) اصرار داشت. در واکنش به کانت، پژوهشگران آلمانی مانند یوهان گاتفرید هردر (۱۸۰۳–۱۷۴۴) معتقد بودند که آفرینش‌گری انسان که ضرورتاً پیش‌بینیناپذیر و در اشکالی فوق‌العاده گوناگون رخ می‌نماید، همانند عقلانیت بشری حائز اهمیت است. افزون بر این، هِردر شکلی جمعی از بیلدونگ را پیشنهاد کرد: «برای هردر، بیلدونگ کلیت تجربیاتی بود که یک هویت منسجم و احساس سرنوشت مشترک را برای مردم به وجود می‌آورد».
در ۱۷۹۵ زبان‌شناس و فیلسوف بزرگ، ویلهلم فون هومبولت (۱۸۳۵–۱۷۶۷) همگان را به نوعی از انسان‌شناسی فراخواند که می‌توانست علایق کانت و هردر را درهم آمیزد. در دوران رومانتیک پژوهشگران آلمانی به‌ویژه آنانی که با جنبش‌های ناسیونالیستی سروکار داشتند — مانند مبارزه و ستیز ناسیونالیست‌ها برای خلق «آلمان» ورای شاه‌نشین‌های گوناگون و مبارزات ملی‌گرایان از طریق اقلیت‌های قومی علیه امپراطوری اتریش - مجارستان — عقیده‌ای گسترده‌تر از فرهنگ را به عنوان «دیدگاهی جهانی» ترویج کردند. بر مبنای این مکتب فکری هر گروه قومی یک دیدگاه جهانی مشخص دارد که با دیدگاه جهانی دیگران قابل‌مقایسه نیست. با وجود شمولیت بیشتر نسبت به دیدگاه‌های پیشین، این رهیافت فرهنگی نیز همچنان اجازه می‌داد میان فرهنگ‌های «بدوی» و «متمدنانه» تمایز قایل شویم.
در ۱۸۶۰ آدولف باختین (به آلمانی: Adolf Bastian) (۱۹۰۵–۱۸۲۶) برای «یگانگی روحی بشریت» به استدلال می‌پرداخت. او ادعا می‌کرد که مقایسه‌ای علمی از همهٔ جوامع انسانی آشکار خواهد کرد که دیدگاه‌های جهانی متمایز، دربردارندهٔ عناصر بنیادی یکسانی است. براساس نظر باختین، همهٔ جوامع انسانی در مجموعه‌ای از «ایده‌های اصلی» (به آلمانی: Elementargedanken) شریکند؛ فرهنگ‌های متفاوت یا «ایده‌های قومی» (به آلمانی: Volkergedanken) انطباق محلی این ایده‌های بنیادی‌اند. این دیدگاه راه را برای درک و فهم فرهنگ مدرن هموار کرد. فرانز بواس در این سنت پرورش یافت و هنگامی که آلمان را به سوی ایالات متحده ترک کرد آن را با خود به این کشور آورد.

## رمانتی‌سیسم منفی
اصطلاح رمانتی‌سیسم منفی را «مورس پکام» در شرح بن مایه‌های ناهمگون و واگرای رمانتی‌سیسم وضع کرد و آن را در برابر رمانتی‌سیسم مثبت علم کرد. او در مقالهٔ «به سوی نظریهٔ رمانتیسم» (۱۹۵۱) نوشت:
«... [رمانتی‌سیسم منفی] بیان گرایش‌ها، نگرش‌ها، احساسات، باورها و اندیشه‌های انسانی است که قوالب ثابت مکانیکی را ترک گفته اما از دیدگاه ذوات یکپارچهٔ متحرک و زنده به اتحاد دوبارهٔ اندیشه و هنر خود نرسیده است.»
از این رو رمانتیک منفی گرا «دوره‌ای از شک، یاس، انزوای اجتماعی و مذهبی و جدایی خرد از نیروی خلاق» را تجربه می‌کند و «هیچ نوعی از نظم و قاعده حتی از نوع شیطانیش» را درک نمی‌کند و این شک و یاس را در قهرمانان آثار خود منعکس می‌کند.

## نویسندگان پیرو مکتب رمانتیسم
فرانسه: ویکتور هوگو (بنیانگذار)، ژان ژاک روسو، شاتوبریان، لامارتین، استاندال، الکساندر دوما.
انگلستان: ویلیام وردزورث، لرد بایرون، ویلیام بلیک، ساموئل تیلور کالریج.
آلمان: گوته، شیلر.
ایتالیا: مانتسونی و لئوپاردی.
اسپانیا: سوریلیا.
روسیه: پوشکین، لرمانتف.